# Joel Zito Araújo
 (mars 2019).
Joel Zito Araujo, né en novembre 1954 à Nanuque (Brésil), est un cinéaste, écrivain, professeur, réalisateur et scénariste brésilien. Il a écrit et réalisé les adaptations de La négation du Brésil et Filles du vent.

## Biographie
Docteur en Sciences de la Communication de l’Université de São Paulo (USP), il fait un post-doctorat à l’Université du Texas, dans les départements de film, de radio et d'anthropologie. Il est maître de conférences à l'Université Anhembi-Morumbi de São Paulo de 2000 à 2001 puis à l'université du Texas de 2001 à 2002.
Depuis 2006, il est le coordinateur pédagogique du cours de spécialisation Lato Sensu de cinéma à l'Université de Cuiabá.
Son long-métrage La négation du Brésil est un documentaire sur les préjugés, les tabous et le parcours des personnages noirs dans les telenovelas (feuilletons) brésiliens.
En juin 2004, il présente son film Filles du vent à New York, sur l’invitation du MoMA.

## Filmographie
- 1999 : La négation du Brésil  (A Negação do Brasil) (scénario, production et réalisation)
- 2004 : Filles du vent (Filhas do Vento) (scénario, production et réalisation)
- 2009 : Cinderelas, lobos e um príncipe encantado (scénario, production et réalisation)
- 2012 : Race (Raça)
- 2019 : Mon ami Fela (Meu amigo Fela)
- 2021 : Le père de Rita (O Pai da Rita)

## Récompenses

### Filles du vent

#### Prix
En 2004 Festival de Cinéma de Gramado il reçoit les Kikitos pour : 
- Meilleur Film de la critique
- Meilleur Réalisateur
- Meilleur Acteur
- Deux Kikitos pour la Meilleure Actrice
- Meilleur second rôle masculin et
- Deux Kikitos du Meilleur rôle secondaire féminin.

En 2005 à la 8ª Mostra de Cinéma de Tiradentes
- Meilleur Film du Jury populaire

2e Festival de Cinéma de Paraty
- Meilleur Scénario

Festival de Cinéma de Macapá
- Meilleur acteur
- Meilleure actrice

#### Sélections officielles
- 7e Festival du Cinéma brésilien de Paris (2005)
- 7e Festival Écrans Noirs du Cameroun (2005)
- Festival du film Brésilien de Bruxelles (2006)
- 19e Rencontres Cinémas d’Amérique latine de Toulouse (2007)
- Festival international du Film panafricain à Cannes (2008).

### La négation du Brésil

#### 1999
- Scénario primé par Concours National de Documentaires du Ministère de la Culture en 1999.

#### 2001
- Prix Meilleur Film da Competição Brasileira do 6o. Festival Internacional de Documentaires – É Tudo Verdade (São Paulo/RJ) – 2001. Prix Meilleure Recherche do 6o. Festival international brésilien du documentaire É Tudo Verdade (São Paulo/Rio de Janeiro)

- Prix Quanta pour le meilleur documentaire brésilien - – É Tudo Verdade (São Paulo/RJ).

- Prix Gilberto Freire de Cinéma, au 5e Festival de Cinéma de Recife – 2001.

- Prix Meilleur Scénario de Longa Documentaire no 5o. Festival de Cinéma do Recife – 2001.
- Sélection officielle : Festival International de Biarritz

#### 2002
- Prix Union Latine du Film Documentaire – 2002. FESPACO

#### 2003
- Festival panafricain du cinéma, 2003. Burkina Faso. CINE-SUL 2003, Rio de Janeiro, RJ. 7e Festival Écrans Noirs

#### 2005
- Cameroun, 2005. Cycle 3 Villes du Brasil – Forum des images / Paris. 2005. Festival du film brésilien

#### 2007
- Bruxelles, Set/2006. 19º. Rencontres Cinémas d’Amerique latine de Toulouse, mar2007.

### Cendrillons, les Loups et un Prince enchanté

#### 2009
- Festival Iberoamericano de Sergipe (Curta SE 2009) - Meilleur Film et Meilleur Réalisateur du Jury populaire.

## Publications

### Livre
- La négation du Brésil – le noir dans l’histoire de la telenovela brésilienne ;  São Paulo: Editora Senac, 323 p., 2000.

### Articles
- O Negro na Telenovela Brasileira: Uma Síntese. The Afro-Brazilian mind: contemporary Afro-Brazilian literary and cultural criticism / edited by Niyi Afolobi, Márcio Barbosa, & Esmeralda Ribeiro. p. 257-270. Africa World Press, Inc. Trenton, NJ. 2007.
- Le noir dans les feuilletons télévisés. In: Cinémas d’Amérique Latine – Revue annuelle de l’Association Rencontres Cinémas d’Amérique Latine de Toulouse -(ARCALT). - no. 15. pags 17-27. 2007
- A Força de um desejo: a persistência da branquitude como padrão estético audiovisual. Revista USP, no. 69 – maio/junho/julho 2006.
- As ameaçadoras bandeiras da negritude. Jornal O Globo, 29/05/2005. Rio de Janeiro.
- 40 anos de servidão involuntária. Revista Carta Capital, no. 216, 20/11/2002.
- A Estética do Racismo – In : Mídia e Racismo. Org. Silvia Ramos – Rio de Janeiro, Pallas, 2002.
- Identidade racial e estereótipos sobre o negro na TV brasileira. In : Tirando a Máscara: ensaios sobre o racismo no Brasil. Orgs. Antônio Sérgio A Guimarães e Lynn Huntley. Rio de Janeiro : Editora Paz e Terra, 2000.
- Estratégias e Políticas de Combate à Discriminação Racial / organizador Kabengele Munanga - São Paulo: Editora da Universidade de São Paulo : Estação Ciência, 1996.